# Thiouville
Thiouville ist eine französische Gemeinde mit 279 Einwohnern (Stand: 1. Januar 2022) im Département Seine-Maritime in der Region Normandie (vor 2016 Haute-Normandie). Sie gehört zum Arrondissement Dieppe (bis 2017 Le Havre) und zum Kanton Saint-Valery-en-Caux (bis 2015 Ourville-en-Caux).

## Geographie
Thiouville liegt etwa 50 Kilometer nordwestlich von Rouen. Umgeben wird Thiouville von den Nachbargemeinden Beuzeville-la-Guérard im Norden und Nordwesten, Cleuville im Norden und Nordosten, Ancourteville-sur-Héricourt im Osten, Cliponville im Südosten, Terres-de-Caux im Süden sowie Normanville im Westen.

## Bevölkerungsentwicklung
| Jahr                      | 1962 | 1968 | 1975 | 1982 | 1990 | 1999 | 2006 | 2013 |
| Einwohner                 | 284  | 271  | 257  | 242  | 235  | 240  | 283  | 286  |
| Quelle: Cassini und INSEE |      |      |      |      |      |      |      |      |

## Sehenswürdigkeiten

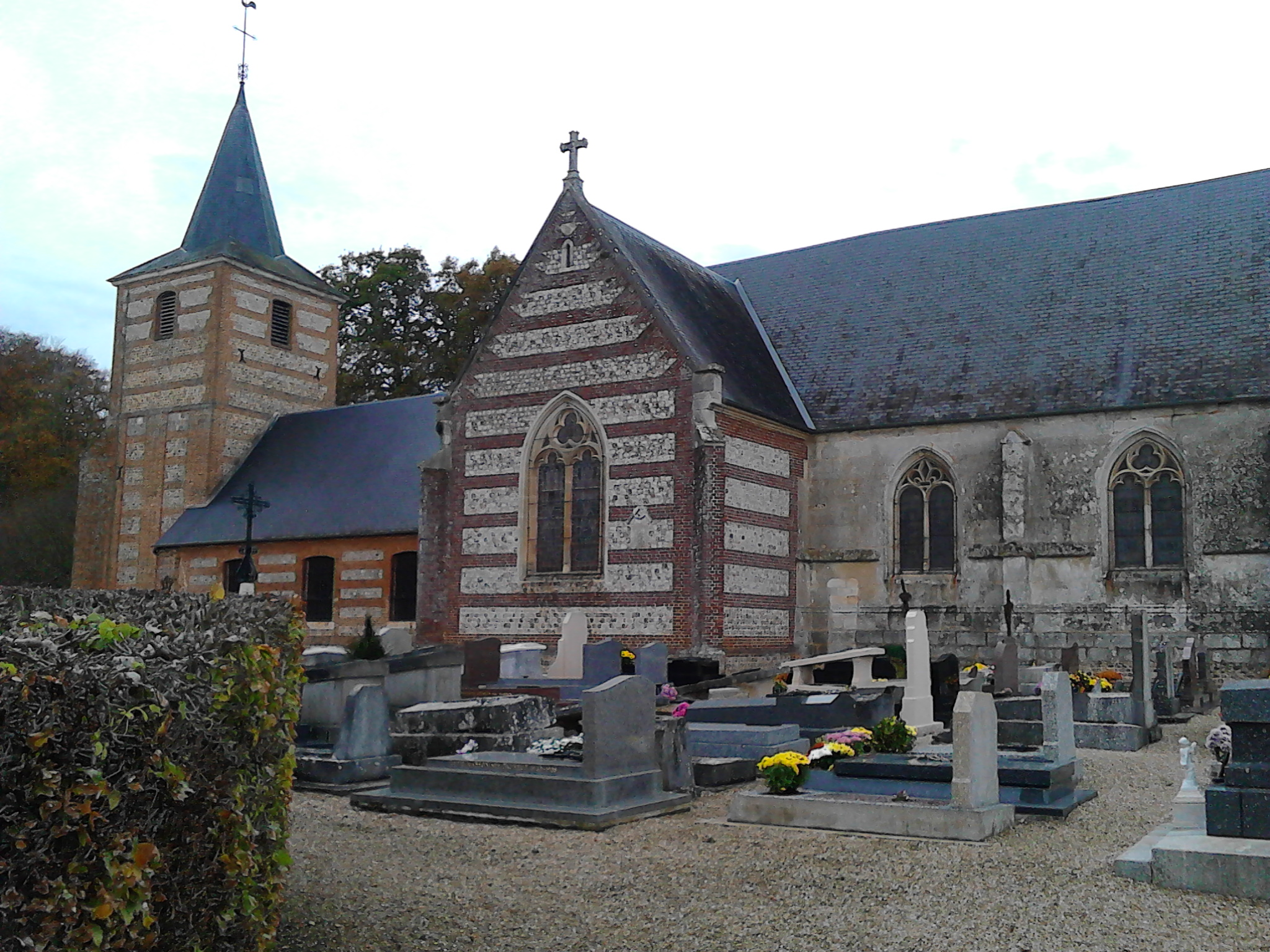
Kirche Saint-Vaast

- Kirche Saint-Vaast aus dem 16. Jahrhundert
- Schloss Thiouville aus dem 17. Jahrhundert